# 항성계
항성계(恒星系, 영어: star system 또는 stellar system)는 서로의 중력에 묶여서 질량 중심을 기준으로 공전을 하는 항성들을 일컫는 말이다. 다수의 항성들이 중력에 묶여 있는 상태는 보통 성단(성단은 다시 산개 성단과 구상 성단으로 나뉜다) 또는 은하계라고 부르며, 넓게 보면 이들까지 항성계에 포함시킬 수 있다. 단독성 주위를 공전하는 행성계를 포함하여 일컫기도 한다.

## 쌍성계

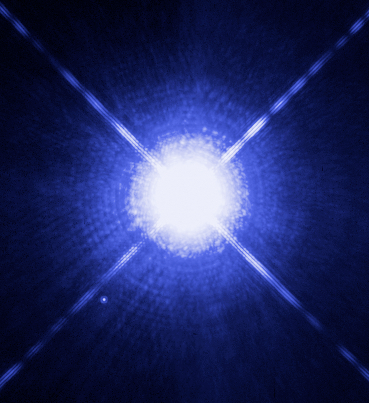
시리우스는 쌍성으로 주계열성 A와 백색왜성 B로 이루어져 있다.

2개의 항성으로 구성된 항성계를 쌍성계(binary star system, 雙星系)라고 한다. 기조력이나 다른 천체로부터의 중력간섭, 항성간 질량 교환이 없을 경우 쌍성계는 안정되게 존속하며, 두 별은 질량중심을 기준으로 타원형의 궤도를 따라 공전한다. (이체문제 참조)
쌍성계의 예로 시리우스, 프로키온, 백조자리 X-1, 알파 센타우리(프록시마 센타우리 제외) 등이 있다. 이 중 백조자리 X-1은 둘 중 하나가 블랙홀로 추측된다.

## 다중성계

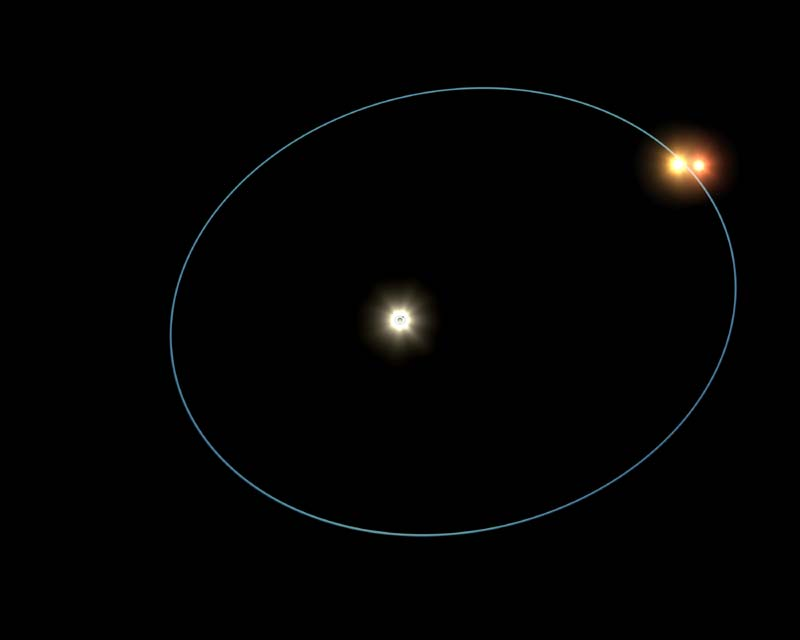
삼중성계 HD 188753의 상상도.

세 개 이상의 항성이 중력으로 묶여 있는 항성계를 다중성계(multiple star system, 多重星系)라고 한다. 이보다 넓은 개념으로 다중성(多重星)이 있는데 이는 지구에서 보았을 때 세 개 이상의 별로 보이는 천체들을 일컫는 말이다. 다중성은 실제 중력에 의해 묶여 있을 수도 있고 단순히 지구에서 보았을 때 같은 방향에 있어서 가까이 있는 것처럼 보이는 안시다중성일 수도 있다.
다중성계 중 다수를 차지하는 것은 세 개의 별로 이루어진 삼중성계이다. 네 개로 이루어졌을 경우 사중성계, 다섯 개로 이루어졌을 경우 오중성계 등으로 부른다.
삼중성계에서 세 개의 별은 각자의 질량 중심을 공전한다. 보통 삼중성계는 두 별이 매우 가까이 붙어 있으면서 나머지 별을 멀리서 공전하는 계층 구조를 형성하고 있다. 삼중성계 뿐 아니라 더 많은 별들로 이루어진 다른 다수의 다중성계들도 계층 구조를 형성하고 있다.

## 계층 체계

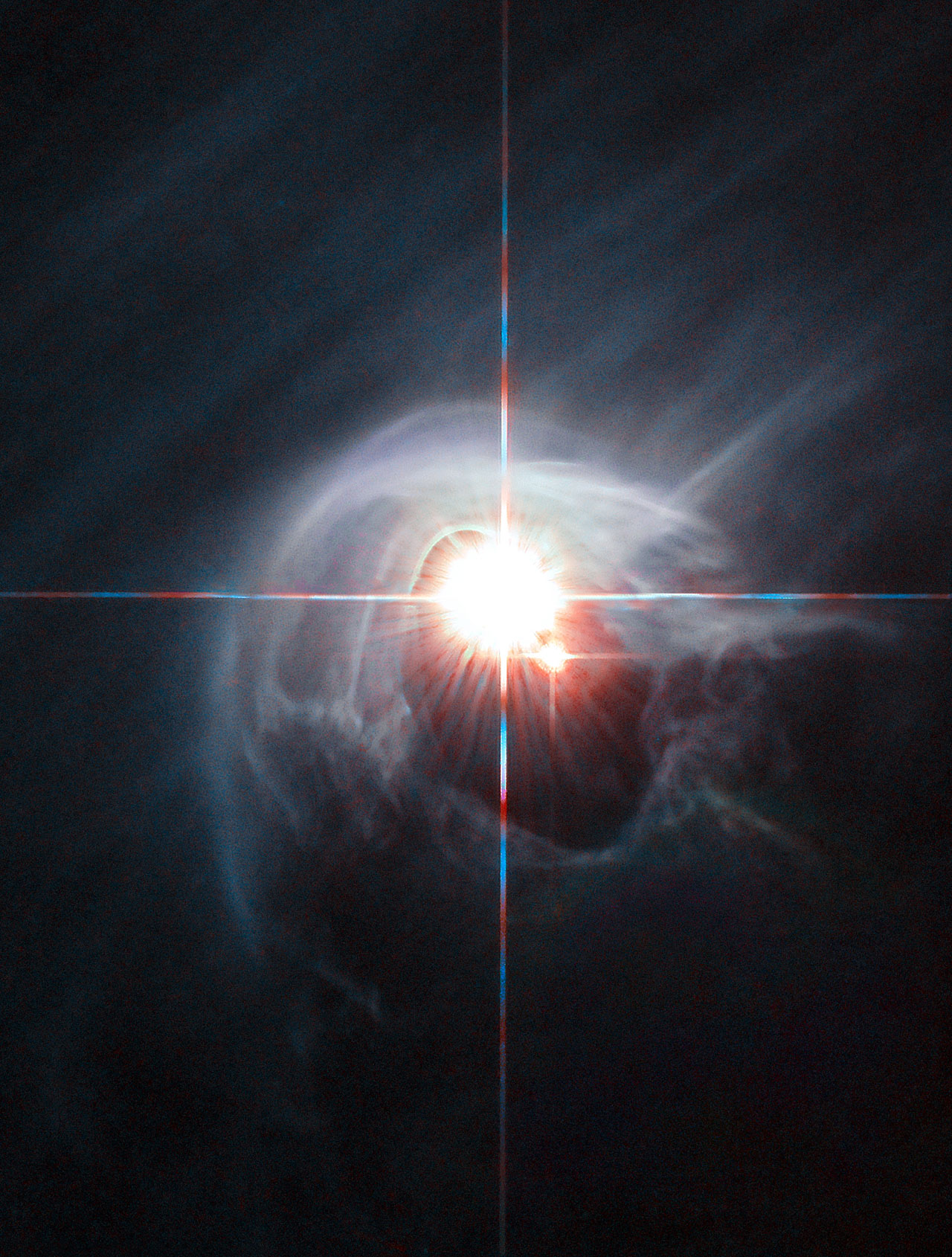
카멜레온자리 DI. 우리 눈에는 두 개의 별로 이루어진 것처럼 보이나 사실 두 별은 각각 쌍성으로 DI는 사중성계가 된다.

다중성계 대부분은 이른바 '계층 체계'(hierarchical system)를 이루고 있다. 이는 어떤 계(系)에 속한 구성원들은 각자가 더 작은 하위 계를 이루고 있으며 이들 작은 계 자체가 하나의 천체처럼 작용하여 상대방 하위 계와 서로의 질량 중심을 공전한다는 뜻이다. 하위 계는 다시 차하위 계로 나눠질 수 있으며 마찬가지로 차하위 계의 구성원들이 뭉쳐서 하위 계의 단독 천체처럼 작동한다. 같은 계층 수준에서는 가까이 붙어 있는 쌍성들을 홑별처럼 취급하여 이체 문제로 설명할 수 있다. 불안정한 트라페지아(trapezia) 계나 성단과 은하 내 다수의 항성들이 보여주는 보다 복잡한 동역학과는 달리, 계층 체계에서는 상위 공전궤도와 하위 공전궤도 사이에 상호작용이 거의 일어나지 않는다. 따라서 항성들의 움직임은 계의 질량 중심을 두고 대체로 안정적인 케플러 궤도를 유지하게 된다.

### 삼중성계
'물리적' 삼중성계에서 각각의 별은 중력으로 묶여 계의 질량 중심을 돈다. 보통 삼중성계 중 두 별은 가까이에서 쌍성을 구성하며 세 번째 별은 쌍성계 구성원의 궤도보다 훨씬 큰 궤도를 그리면서 쌍성계를 돈다. 이 배열을 '계층'(hierarchical)이라고 부른다. 만약 쌍성계 궤도와 세 번째 별의 궤도 크기가 편차가 크지 않다면 계는 동역학적으로 불안정해져서 별 하나가 계에서 이탈할 것이다. 그러나 우리 눈으로 볼 때 삼중성처럼 보이는 모든 천체들이 실제로 중력으로 묶여 있는 것은 아니며 보통 세 번째 천체가 쌍성과 물리적으로 묶이지 않은 경우도 있는데 대표적인 예가 세페우스자리 베타이다. 혹은 드물지만 구성원 셋이 사실상 중력으로 묶이지 않은 안시 삼중성인 경우도 있으며 뱀자리 감마가 그 좋은 예이다.

### 삼중성계 이상
1. 다중
2. 단순, 쌍성계
3. 단순, 삼중성계, 2계층
4. 단순, 사중성계, 2계층
5. 단순, 사중성계, 3계층
6. 단순, 오중성계, 4계층

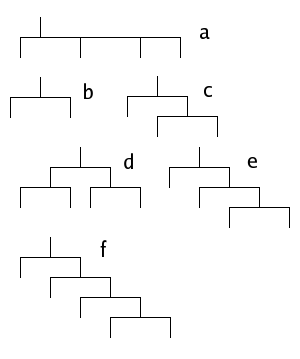
모빌 도표:

별 세 개 이상으로 구성된 항성계는 여러 종류의 복잡한 배열을 가질 수 있는데 1968년 에반스는 이를 '모빌 도표'(mobile diagram)로 명명, 소개했다. '모빌' 이름이 붙은 이유는 에반스의 그림이 천장으로부터 아래로 늘어뜨린 모빌과 비슷하게 생겼기 때문이다. 오른쪽 그림에 예시가 나와 있다. 노드에서 나오는 가지 수는 상위 계가 하위 계로 분해될 수 있는 개수를 뜻한다. 이 그림에서 노드 1개에 자식이 둘 이상 딸려 있을 경우, 즉 어떤 하위 계가 크기가 크게 차이나지 않는 공전궤도 두 개 이상으로 이루어졌을 경우를 '다중'(multiplex) 구조로 부른다. 앞서 설명한 삼중성계 예처럼 다중형태 계는 불안정하기 때문에 보통 다중성은 '단순'(simplex) 구조로 이루어졌을 확률이 높다. 단순 구조란 각각의 단계에서 자식이 정확히 둘만 있는 것을 뜻한다. 단계의 개수를 '계층'(hierarchy)이라고 한다.
- (a)는 단일 계층에 하위 계가 없는 다중 구조이다.

- (b)는 전형적인 쌍성계로 단일 계층이다.
- 단순+2계층 항성계의 경우 (c)처럼 구성원이 셋이거나(삼중성계), (d)처럼 구성원이 넷일 수 있다.(사중성계)
- 단순+3계층 항성계의 경우 구성원은 최소 넷부터 최대 여덟까지 가능하다. (e)는 3계층 사중성계로 쌍성계를 구성원 하나가 멀리 떨어져 돌고 있는데, 이 쌍성계의 구성원 둘 중 하나는 다시 더 가까이 붙어 돌고 있는 쌍성이다.
- 3계층 항성계 중 대표적인 것은 카스토르이다. 이 별은 우리 눈에는 안시쌍성처럼 보이나 구성원 둘은 각자가 분광쌍성이다. 여기까지는 (d)와 같은 2계층 사중성계로 보인다. 그러나 이 사중성계 주위를 어두운 구성원이 멀리 떨어져 돌고 있으며 이 구성원은 적색왜성 두 개로 이루어진 쌍성이다. 따라서 카스토르는 3계층의 육중성계가 된다.[10]
- A. A. 토코비닌의 1999년 기준 다중성성표에 등장하는 최대 계층 수는 4이다.[11] 예를 들면 글리제 644A와 644B는 가까이 붙어 있는 안시이중성처럼 보이지만 B가 분광쌍성이기 때문에 실제로는 삼중성계이다. 이 삼중성계를 멀리 떨어져 있는 글리제 643과 더 멀리 떨어져 있는 글리제 644C가 돌고 있는데 이들은 글리제 644AB와 고유운동을 함께 하므로 중력적으로 묶여 있는 것으로 보인다. 가정이 맞다면 이 계는 (f)와 같은 4계층의 오중성계가 된다.[12]

앞서 설명한 사례보다 더 높은 계층도 존재할 수 있다. 이렇게 복잡한 계층을 지니는 항성계는 안정적이거나 혹은 계 내부의 섭동으로 불안정할 수 있다. 복잡한 다중성계가 시간이 지나면서 삼중성계나 사중성계처럼 덜 복잡한 형태로 분해된다는 주장도 있다.

### 트라페지아
트라페지아는 일반적으로 매우 젊고 불안정한 계이다. 이 계는 항성 요람 영역(stellar nurseries)에서 생겨나는 것으로 보이며 안정적인 다중성계로 빠르게 쪼개진다. 트라페지아가 쪼개지는 과정에서 구성원이 튕겨져 나갈 수 있는데 이런 별을 폭주성으로 부른다. 트라페지아라는 명칭은 오리온 성운 중심부에 있는 다중성계인 사다리꼴성단의 이름을 따 온 것이다. 트라페지아 계는 흔하게 존재하며 보통 밝은 성운 근처나 내부에 있다. 계 구성원 사이에 정해진 계층 구조는 없으며 질량중심 또한 특정지점에 고정되어 있지 않다. 대신 구성원들은 위치를 동시에 바꿔서 질량중심의 위치를 옮기는 방식으로 안정된 궤도를 유지하려 하는데 이 관계를 '상호작용'(interplay)이라고 한다. 이런 별들은 종국적으로 가까이 붙어 있는 쌍성계와 이들을 멀리 떨어져 도는 짝별 구조로 안정화되며 구성원 중 일부는 빠른 속도로 우주공간에 내쳐지기도 한다. 이런 과정은 쌍성계 둘 또는 다중성계끼리 충돌하는 과정에서 계를 탈출하는 폭주성을 설명해 주는데 대표적 예로 초당 200 km 속도로 움직이는 마차부자리 AE, 비둘기자리 뮤, 양자리 53을 들 수 있다. 이들은 수백만 년 전 오리온 성운 내 사다리꼴성단에서 탈출한 것으로 추측된다.

## 명칭 및 명명법

### 다중성계 명칭
다중성계의 구성원들은 계의 명칭 뒤에 A, B, C...처럼 로마자 대문자를 붙여 구별한다. A와 B 두 구성원으로 이루어진 항성계는 AB로 표기한다. 대문자의 순서는 주성 A로부터 떨어져 있는 순서대로 B, C...를 붙인다. 기존의 별 근처에서 새로운 구성원이 발견될 경우 Aa, Ba처럼 로마자 소문자를 대문자 뒤에 붙여 구별한다.

### 다중성성표에서의 명명법

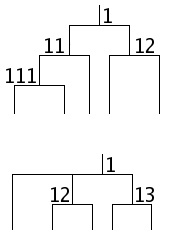
토코비닌의 다중성성표는 계(系)를 아라비아 숫자로 표기하고 있다.

A. A. 토코비닌의 다중성성표에서는 모빌도표상 구성원을 표기하는 기호로 로마자가 아닌 아라비아 숫자를 사용한다. 예를 들어 상기문단 모빌도표 그림 (d)의 경우 항성계 전체에는 숫자 1이 부여되며 주인별이 속한 하위 계에는 11, 짝별이 속한 하위 계에는 12가 부여된다. 이보다 더 아래의 차하위 계로 갈수록 부여되는 숫자의 수는 세 개, 네 개, 다섯 개로 늘어난다. 반면 중력으로 연결되지 않은 안시다중성의 경우 같은 숫자가 두 번 이상 사용된다. 예를 들어 서로 중력으로 묶이지 않은 A, B, C 세 구성원의 경우 AB와 AC에는 둘 다 같은 숫자 1이 부여될 것이다. 여기에서 B와 C가 각각 쌍성으로 구성되어 있을 경우에는 각각 숫자 12와 13이 부여될 것이다.

## 대표적인 예

### 쌍성계
- 시리우스. A형 주계열성과 백색왜성으로 이뤄진 쌍성계이다.
- 프로키온. 시리우스와 같은 구조이다.
- 미라. 적색거성과 백색왜성으로 이뤄졌다.
- 마차부자리 엡실론. 식쌍성이다.
- 스피카
- 처녀자리 HW. A 가 준왜성, B가 적색왜성이다

### 삼중성계
- 센타우루스자리 알파. A와 B로 이루어진 쌍성계를, 적색왜성 프록시마가 멀리서 돌고 있는 형태이다. A와 B는 근접거리 11천문단위, 가장 멀리 떨어질 때 36천문단위의 거리를 보이면서 질량중심을 공전한다. 프록시마는 15,000천문단위 떨어져 있다. 이는 항성과 항성 사이의 거리와 비교할 때는 매우 가깝지만, 중력으로 묶여 있다고 보기에는 먼 거리이기도 하다. 따라서 프록시마와 A,B가 하나의 항성계인지에 대해서는 현재 논란이 있다.
- 폴라리스. 삼중성으로, 멀리 떨어진 반성과 매우 가까이 붙어 돌고 있는 분광쌍성이 있다. 이 중 가까운 반성은 2006년 허블 우주 망원경이 영상을 분석하여 존재를 알아냈다.
- 글리제 667. 두 개의 K형 주계열성과 적색왜성으로 이뤄진 삼중성계이다. 적색왜성 C는 2개에서 7개 사이의 행성을 보유하고 있으며, 그 중 하나인 Cc는 잠재적으로 거주 가능한 행성이다.
- HD 188753은 백조자리에 있는 삼중성계로 지구에서 149광년 떨어져 있다. 이 계는 HD 188753A(황색 주계열성), HD 188753B(오렌지색 주계열성), HD 188753C(적색왜성) 세 개로 구성되어 있다. B와 C는 서로를 156일에 한 번 공전하며, 이 둘은 한 덩어리가 되어 주성 A 주위를 25.7년에 한 번 공전한다.
- 포말하우트는 남쪽물고기자리에 있는 삼중성계이다. 2013년 K형 섬광성 남쪽물고기자리 TW와 적색왜성 LP 876-10이 우주에서 고유 운동을 공유하는 것이 확인되면서 삼중계로 밝혀졌다. 주성은 초기 태양계와 비슷한 거대한 먼지 원반을 가지고 있지만, 훨씬 더 거대하다. 또한 거대 기체 행성인 포말하우트 b를 포함한다. 같은 해, 3차 별인 LP 876-10 역시 먼지 원반을 수용하고 있는 것으로 확인되었다.
- HD 181068은 적색거성과 두 개의 주계열성으로 구성된 독특한 삼중계이다. 별의 궤도는 세 별이 모두 서로를 가리는 삼중 식쌍성이다.

### 사중성계

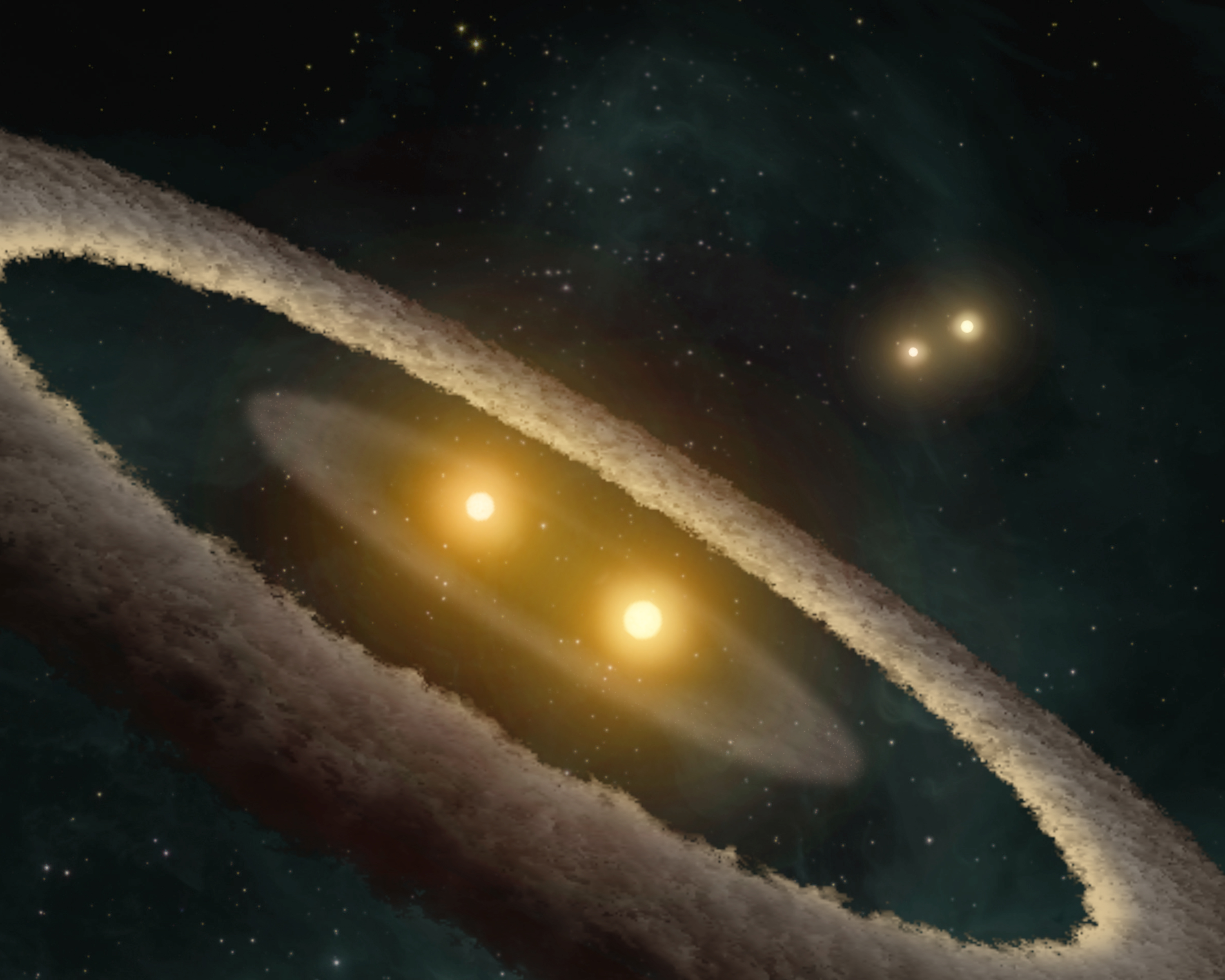
HD 98800은 바다뱀자리 TW 성협에 속한 사중성계이다.

- 카펠라. 한 쌍의 거성 주위를 한 쌍의 적색왜성이 돌고 있다.
- 센타우루스자리 4[26]
- 카멜레온자리 DI
- 황소자리 크시. 3개의 청백색 K형 주계열성과 1개의 F형 항성으로 이뤄진 사중성계이다. 가까운 궤도를 도는 두 별은 7.15일마다 한 번씩 서로의 주위를 공전한다. 세번째 별은 145일마다 이 두 별 주위 궤도를 돈다. 네 번째 별은 대략 50년마다 다른 세 별의 주위를 돈다.[27]

### 오중성계
- 다비흐: 최소 다섯 개 별로 이루어져 있음.
- 민타카
- 오리온자리 시그마
- HD 155448[28]
- KIC 4150611[29]
- 1SWASP J093010.78+533859.5[30]

### 육중성계
- 카스토르. 분광쌍성 3개로 이루어진 항성계이다.
- 큰부리새자리 베타[31]
- HD 139691[32]
- TYC 7037-89-1[33]
- 미자르. 미자르는 분광쌍성 2개가 서로를 돌고 있는 형태이다. 원래 미자르가 쌍성이라는 사실을 1650년 지오반니 바티스타 리치올리가 최초로 밝혀낸 것으로 알려졌으나, 그보다 베네테토 카스텔리와 갈릴레오 갈릴레이가 먼저 이 사실을 발견했을 가능성이 크다. 이후 A와 B성을 분광학적 방법을 이용하여 관측한 결과, 각각 두 개의 쌍성으로 이루어져서 전체는 4개의 항성으로 이루어진 사중성계임을 알게 되었다. 그런데 2009년 연구결과로 안시쌍성인줄 알았던 알코르가 미자르의 중력에 잡혀있다는 것을 알게되었고 알코르 또한 쌍성계임이 밝혀져 전체가 미자르 Aa,Ab,Ba,Bb, 알코르 A,B로 총 육중성계임을 알게 되었다.

## 칠중성계
- 전갈자리 누[34]
- 카시오페이아자리 AR[35]
- 센타우루스자리 V871[36]

## 팔중성계
- 카시오페이아자리 감마[37]

## 구중성계
- 용골자리 QZ[38]

## 같이 보기
- 태양계
- 행성계
- 외계행성